# Députation provinciale d'Almería
La députation provinciale d'Almería, dont le siège est situé à Almería, est l'organe institutionnel propre à la province espagnole d'Almeria assurant les différentes fonctions administratives et exécutives de celle-ci.
Elle comprend l'ensemble des communes de la province pour lesquelles elle est chargée d'aider à coordonner l'action municipale et à participer au financement de la construction d'ouvrages publics.

## Histoire
La députation est créée en 1836 après la division provinciale de 1833, réalisée par Javier de Burgos.

## Organisation

### Sièges par mandature
| UCD   |       | 15 |    |    |    |    |    |    |    |    |    |    |  |  |
| CP    |       |    | 8  |    |    |    |    |    |    |    |    |    |  |  |
| CDS   |       |    |    | 3  |    |    |    |    |    |    |    |    |  |  |
| AP    |       |    |    | 6  |    |    |    |    |    |    |    |    |  |  |
| GIAL  |       |    |    |    |    |    |    | 1  |    |    |    |    |  |  |
| PAL   |       |    |    |    |    |    |    |    | 2  |    |    |    |  |  |
| PSOE  |       | 9  | 17 | 15 | 15 | 11 | 12 | 11 | 12 | 8  | 10 | 10 |  |  |
| IU    |       |    |    | 1  | 1  | 2  | 1  | 1  | 1  | 1  | 1  |    |  |  |
| PP    |       |    |    |    | 9  | 12 | 14 | 14 | 12 | 18 | 15 | 14 |  |  |
| Cs    |       |    |    |    |    |    |    |    |    |    | 1  | 1  |  |  |
| Vox   |       |    |    |    |    |    |    |    |    |    |    | 1  |  |  |
|       |       |    |    |    |    |    |    |    |    |    |    |    |  |  |
| Total | Total | 24 | 25 | 25 | 25 | 25 | 27 | 27 | 27 | 27 | 27 | 27 |  |  |

### Liste des présidents
| Début      | Fin         | Parti | Parti | Président                         | Fonction lors de l'élection |
| ---------- | ----------- | ----- | ----- | --------------------------------- | --------------------------- |
| 26.04.1979 | 11.06.1983  |       | UCD   | José Fernández Revuelta           | Conseiller d'Almería        |
| 11.06.1983 | 27.07.1987  |       | PSOE  | Antonio Maresca García-Esteller   | Conseiller d'Almería        |
| 27.07.1987 | 10.07.1995  |       | PSOE  | Tomás Azorín Muñoz                | Conseiller d'Almería        |
| 10.07.1995 | 14.07.2003  |       | PP    | Luis Rogelio Rodríguez-Comendador | Conseiller d'Almería        |
| 14.07.2003 | 16.07.2007  |       | PAL   | José Añez                         | Conseiller d'El Ejido       |
| 16.07.2007 | 09.07.2011  |       | PSOE  | Juan Carlos Usero López           | Conseiller d'Almería        |
| 09.07.2011 | 21.12.2018  |       | PP    | Gabriel Amat Ayllón               | Maire de Roquetas de Mar    |
| 19.01.2019 | En fonction |       | PP    | Javier Aureliano García Molina    | Conseiller d'Almería        |